# Ґотімиря
Ґотімиря або Готимир, Кайтімар (словен. Hotimir; *д/н — †769) — князь Карантанії (Хорутанія) у 751/752—769 роках. Ім'я означає «бажання» або «воля».

## Життєпис
Був небожем князя Борута, про його батьків відсутні відомості. Після 744 року як заручника відправлено до Баварії, або за наказом Борута спрямовано для вивчення християнських основ. Він разом із двоюрідним братом Гораздом перебував у монастирі на острові Хімзее, куди їх спрямував Зальцбурзький єпископ.
Під час перебування Ґотімиря в Баварії у 751 році помер князь Горазд, вирішив повернутися до Карантанії. Він привіз із собою єпископа Майорана. Наприкінці 751 або у 752 році було обрано новим хорутанським (карантійським) князем. Сприяв посиленню християнізації країни, визнавши підпорядкованість карантійської католицької церкви зальцбурзькому єпископату. У 756 році звернувся до зальцбурзького єпископа Вергіла, який відправив місіонера Модеста. Останній сприяв зведенню 3 церков у основних містах держави.
Втім збільшення податків задля спорудження християнських споруд, церков, впровадження десятини для священиків викликало невдоволення різних верств населення. Ґотімиря вимушений був придушити декілька антихристиянських виступів.
У 763 році після повстання Тассілона III, герцога Баварії, повстав Пепіна Короткого, короля франків. Того ж року помер місіонер Модест. Все це послабило вплив баварів, що воювали з франками, та християнської церкви. Цим знову намагалися скористатися пагани, яке їх виступ князь знову придушив. У 765 році він сприяв новому етапу християнізації. Цей процес тривав до 769 року. Після його смерті розпочалося антибаварське і антихристиянське повстання, водночас відбувалася боротьба за владу. В результаті лише у 772 році вдалося Валтунку відновити княжу владу.